# Ostap Dłuski

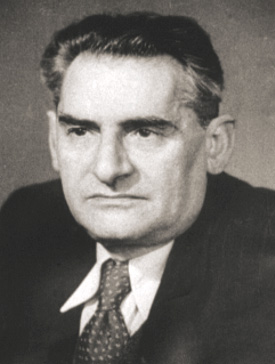
Ostap Dłuski

Ostap Dłuski (Geburtsname: Adolf Langer; * 31. Oktober 1892 in Buczacz, heute: Ukraine; † 12. Februar 1964 in Warschau) war ein Politiker der Polnischen Vereinigten Arbeiterpartei PZPR (Polska Zjednoczona Partia Robotnicza) in der Volksrepublik Polen, der unter anderem zwischen 1952 und 1964 Mitglied des Sejm war und 1960 mit dem Internationalen Lenin-Friedenspreis ausgezeichnet wurde.

## Leben

### Lehrer, Erster Weltkrieg und Parteifunktionär
Der unter dem Namen Adolf Langer als Sohn des Joachim Langer geborene Ostap Dłuski absolvierte ein Studium an der Philosophischen Fakultät der Universität Wien und war danach als Lehrer tätig. Sein politisches Engagement begann er 1916 als Aktivist des linken Flügels der Sozialdemokratischen Partei Österreichs (SPÖ) und nahm als Angehöriger des österreich-ungarischen Heeres am Ersten Weltkrieg teil. Gegen Kriegsende gehörte er am 3. November 1918 zu den Mitgründern der Kommunistischen Partei Österreichs (KPÖ), deren Leiter der polnischen Sektion er unter dem Tarnnamen „Czornyj“ wurde, und er war 1919 einer der Gründer der Kommunistischen Partei Ostgaliziens KPGW (Komunistyczna Partia Galicji Wschodniej). Er gehörte zu den Angeklagten im sogenannten „St.-Georgs-Prozess“ vom 22. November 1922 bis 11. Januar 1923, in dem 39 kommunistische Aktivisten angeklagt und zehn davon schließlich verurteilt wurden, darunter der Sejm-Abgeordnete Stefan Królikowski, das Mitglied des ZK der Kommunistischen Partei Polens KPP (Komunistyczna Partia Polski) Kazimierz Cichowski, und der Sekretär des ZK der KPGW Osyp Kriłyk. Die Angeklagten wurden zu Freiheitsstrafen von bis zu drei Jahren verurteilt. Der Name des Prozesses bezieht sich auf den Ort der Konferenz, bei der die Aktivisten festgenommen wurden, den Keller der Sankt-Georgs-Kathedrale in Lemberg.
Dłuski engagierte sich als einer der Führer der Union des Proletariats der Städte und Dörfer (Związek Proletariatu Miast i Wsi) innerhalb der Kommunistischen Partei der Westukraine KPZU (Komunistyczna Partia Zachodniej Ukrainy) sowie der KPP und war wegen seiner politischen Aktivitäten mehrmals von einer Verhaftung bedroht. Aus diesem Grund ging er in die Sowjetunion, wo er 1930 der Kommunistischen Partei der Sowjetunion (KPdSU) beitrat und am 6. und 7. Kongress der Kommunistischen Internationale teilnahm, der sogenannten „Komintern“. 1934 kehrte er nach Polen zurück und wurde Leiter der Zentralredaktion und des Sekretariats des ZK der KPP. 1936 ging er nach Paris und engagierte sich dort als Aktivist in den polnischen Gruppen der Kommunistischen Partei Frankreichs PCF (Parti communiste français). Nach dem Westfeldzug engagierte er sich unter dem Tarnnamen „André“ in der Widerstandsbewegung gegen die  deutsche Besetzung Frankreichs im Zweiten Weltkrieg und war Mitglied des sogenannten „Lubliner Komitee“, des Polnischen Komitees zur Nationalen Befreiung PKWN (Polski Komitet Wyzwolenia Narodowego) in Frankreich.

### ZK-Mitglied und Sejm-Abgeordneter
Nach Kriegsende und seiner Rückkehr nach Polen wurde Ostap Dłuski Mitglied der Polnischen Arbeiterpartei PPR (Polska Partia Robotnicza), die am 5. Januar 1942 im Untergrund in Warschau gegründet wurde, sowie im Dezember 1945 Leiter der Auslandsabteilung des ZK der PPR. Außerdem löste er 1945 Edward Uzdański als Chefredakteur der PPR-Parteizeitung Głos Ludu und behielt diese Funktion bis 1948, woraufhin die Zeitung in das neu gegründete PZPR-Parteiorgan Trybuna Ludu aufging. Auf dem I. (Gründungs-)Parteitag der Polnischen Vereinigten Arbeiterpartei PZPR (Polska Zjednoczona Partia Robotnicza) (15. bis 22. Dezember 1948) wurde er ferner Mitglied des Zentralkomitees (ZK) der PZPR und gehörte diesem Führungsgremium der Partei nach seinen Bestätigungen auf dem II. Parteitag (10. bis 17. März 1954) und auf dem III. Parteitag (10. bis 19. März 1959) bis zu seinem Tode am 12. Februar 1964 an. Er war zugleich zwischen Dezember 1948 und November 1953 Leiter der Auslandsabteilung des ZK der PZPR.
Am 20. November 1952 wurde Dłuski für die PZPR erstmals Mitglied des Sejm und vertrat in der ersten Legislaturperiode bis zum 20. November 1956 den Wahlkreis Nr. 50 Oppeln, in der zweiten Legislaturperiode zwischen dem 20. Februar 1957 und dem 17. Februar 1961 den Wahlkreis Nr. 62 Oppeln sowie zuletzt in der dritten Legislaturperiode vom 15. Mai 1961 bis zu seinem Tode am 12. Februar 1964 den Wahlkreis Nr. 56 Oppeln. Er war in dieser Zeit in der ersten und zweiten Legislaturperiode von 1952 bis 1961 Vize-Vorsitzender des Ausschusses für auswärtige Angelegenheiten und von 1957 bis 1964 Mitglied des Präsidiums der PZPR-Fraktion sowie zuletzt zwischen 1961 und 1964 noch Mitglied des Ausschusses für auswärtige Angelegenheiten. Daneben fungierte er zwischen dem 25. Januar 1954 und 1959 auch als Leiter des Kongressbüros des ZK, das die Parteitage der PZPR organisierte.

### Polnischer Herbst 1956 und Lenin-Friedenspreis 1960
Während der Zeit des Polnischen Oktober 1956 gehörte Ostap Dłuski im Machtkampf innerhalb der PZPR der nach einem Komplex modernistischer Mietshäuser in der Ul. Puławska 24 und 26 in Warschau benannten „Pulawy“-Gruppe (Puławianie) unter Führung von Roman Zambrowski und Leon Kasman an, die hauptsächlich aus Intellektuellen und Aktivisten bestand, die im ersten Jahrzehnt Volkspolens aktiv waren. Die Pulawy-Fraktion stand in Opposition zur Natolin-Fraktion um Zenon Nowak, Wiktor Kłosiewicz, Hilary Chełchowski, Aleksander Zawadzki, Władysław Kruczek, Władysław Dworakowski, Kazimierz Mijal, Franciszek Mazur, Bolesław Rumiński, Franciszek Jóźwiak und Stanisław Łapot, die gegen die Liberalisierung des kommunistischen Systems war, und die nationalistische und antisemitische Parolen proklamierte, um in der PZPR an die Macht zu kommen.
Am 24. Oktober 1959 wurde Dłuski als Nachfolger von Julian Hochfeld zum Direktor des Instituts für Internationale Angelegenheiten (Polski Instytut Spraw Międzynarodowych) ernannt und bekleidete dieses Amt bis zu seinem Tode am 12. Februar 1964, woraufhin Adam Kruczkowski seine Nachfolge antrat. Er war Mitglied des Weltfriedensrates und des Gesamtpolnischen Friedenskomitees. 1960 wurde er gemeinsam mit Fidel Castro Ruz, Sékou Touré, Rameshwari Nehru, Mihail Sadoveanu, Antoine Georges Tabet und William Morrow mit dem Internationalen Lenin-Friedenspreis ausgezeichnet. Für seine langjährigen Verdienste in der Volksrepublik Polen wurde er mehrfach ausgezeichnet und erhielt unter anderem den Orden Erbauer Volkspolens (Order Budowniczych Polski Ludowej), den Orden des Banners der Arbeit (Order Sztandaru Pracy) Erster Klasse, die Kommandeurswürde mit Stern des Ordens Polonia Restituta sowie den Orden des Grunwald-Kreuzes (Order Krzyża Grunwaldu) Dritter Klasse. Er wurde nach seinem Tode auf dem Warschauer Powązki-Militärfriedhof beigesetzt.